# Selling England by the Pound
Selling England by the Pound és el cinquè àlbum d'estudi de la banda anglesa de rock progressiu Genesis, publicat a l'octubre de 1973 per Charisma Records. Va arribar al número 3 dels UK Albums Chart del Regne Unit i al número 70 dels Billboard 200 dels Estats Units. De l'àlbum es va publicar el senzill "I Know What I Like" que va assolir el número 21 als UK Singles Charts. El 1990 va rebre la certificació d'or per la RIAA. que acrediten unes vendes de mig milió de còpies.

## Antecedents
Al maig de 1973, Genesis van completar la seva gira de presentació del seu anterior àlbum Foxtrot (1972). Va ser la primera que van fer pels Estats Units a escala completa i de la què van obtenir valoracions positives. Però la premsa especialitzada els seguia criticant i els comparava amb altres bandes de rock progressiu de l'època com Emerson, Lake & Palmer, Jethro Tull i Pink. Floyd. Charisma va pressionar-los per a que publiquessin nou material i així aprofitar el nou èxit comercial. Malgrat que la banda no hi estava d'acord van treure un recopilatori en directe de començaments de 1973, Genesis Live, amb la intenció de destinar-lo a la retransmissió del programa de ràdio estatunidenc King Biscuit Flower Hour. El grup estava massa ocupat en la gira per poder escriure nou material, així que van haver d'esperar a acabar els concerts per trobar el temps necessari per a crear-ne de nou. Degut a l'èxit de Foxtrot, la discogràfica no podia esperar més i els va donar dos o tres mesos per a que traiessin un nou àlbum d'estudi, fet que Rutherford va considerar aquella concessió com "el petó de la mort". A més, abans de les sessions, Collins va formar una banda amb l'ex guitarrista de Yes, per tocar en alguns concerts, i Rutherford va revelar en una entrevista a Sounds el 1976 que "estaven preocupats pel fet que Phil pogués sortir del grup". Malgrat això, Gabriel va recordar aquesta època com un "període relativament feliç i tranquil".

## Gravació
L'àlbum és va gravar en diverses sessions, i Banks va declarar que el grup tenia algunes dificultats en trobar l'inspiració necessaria per crear nous temes. El temps addicional que va permetre Charisma va fer que la banda adoptés un ritme de treball més relaxat, que va incloure períodes de treball improductiu, com ara la constant reelaboració d'idees fins al punt en què ja no funcionaven o no els tornaven a portar al punt d'inici sense poder evolucionar. Les primeres sessions van tenir lloc a Chessington, Kingston upon Thames, en el que el periodista Jerry Gilbert va descriure com "una antiga casa senyorial". El grup que feia pràctiques a la sala d'estar va provocar la queixa dels veïns pel soroll i van haver de limitar els assajos. En declaracions posteriors, Phil Collins va dir que no recordava que l'àlbum fos especialment difícil de muntar, que va ser durant les sessions a Chessington quan es va gestar la base de "The Cinema Show", i que durant aquell temps havia estat escoltant el grup de fusió de jazz Mahavishnu Orchestra, fet que el va influir alhora de tocar altres temes complicats a la bateria com "Dancing With the Moonlit Knight" i altres parts del disc. Més endavant els assajos es van traslladar a Londres,en un espai situat sota l'Escola de Dansa Una Billings de Shepherd's Bush, durant els quals es va desenvolupar "I Know What I Like (In Your Wardrobe)". Hackett no havia aportat gran quantitat de material al grup en aquell moment, fet que es va agreujar per la ruptura del seu primer matrimoni que va passar al mateix temps. En lloc de compondre cançons senceres, va crear parts de guitarra, que després van ser utilitzades i van donar-li a l'àlbum una sensació de fusió de jazz. Tot i així l'àlbum continuava sonant molt anglès.
Dues seccions que es van incorporar a les sessions des del principi van ser un simple riff de guitarra que Hackett havia estat tocant que va agradar a la banda i que finalment es va convertir en "I Know What I Like (In Your Wardrobe)", i tres parts de Banks que inicialment estaven pensades per a diferents cançons, però que es van usar conjuntament en l'arranjament final de "Firth of Fifth". La tercera secció desenvolupada des del principi es va convertir en l'obertura de "The Battle of Epping Forest". La banda va interpretar repetidament aquestes tres peces diàriament només durant un curt periode de temps, i malgrat els contratemps, el biògraf Robin Platts va escriure: "Hi va haver suficients moments màgics i inspirades sessions d'improvisació que van portar a crear composicions tan duradores".
Un dels conceptes que Gabriel volia transmetre amb l'àlbum era la idea de veure "l'anglès d'una manera diferent". Això va incloure el seu suggeriment sobre el títol de l'àlbum, que en si mateix és un eslògan adoptat del manifest del Partit Laborista, per assegurar-se que la premsa britànica no els acusaria de "vendre's" als Estats Units. Rutherford més tard va considerar que estava entre els millors títols d'àlbums de la banda. En general, volia representar la decadència de la cultura popular anglesa i l'augment de l'americanització. Banks va dir que al principi el to general de l'àlbum no va ser una idea intencionada, sinó que simplement les cançons van acabar conduint-lo així. Gabriel va dir més tard que va escriure totes les seves contribucions líriques a l'àlbum en dos dies.
Un cop assajat i escrit suficient material per a un àlbum, el grup va ingressar a Island Studios de Londres a l'agost de 1973 per inciar la gravació, i igual que amb Foxtrot, John Burns va ajudar amb la producció. Les habilitats tècniques de Burns van resultar en un bon so ambiental que va motivarel grup a abordar arranjaments més complexos. Gabriel era conscient de la gran quantiat de llargues seccions instrumentals utilitzades en l'àlbum, que segons ell, presentaven el risc que el material es tornés avorrit.

## Disseny de la portada
La portada de l'àlbum és una pintura de Betty Swanwick titulada The Dream. Swanwick havia dissenyat cartells per al transport de Londres entre els anys trenta i cinquanta. El quadre original no incloïa la talladora de gespa; la banda va fer que Swanwick l'afegís posteriorment com una al·lusió a la cançó "I Know What I Like" perquè Swanwick els va dir que no tenia prou temps per pintar una nova imatge.

## Crítiques musicals
El crític Paul Gambaccini de Rolling Stone, va elogiar la banda per intentar alguna cosa completament diferent enmig d'una "escena pop estancada", però va criticar les lletres de l'àlbum per utilitzar en excés les referències de la cultura pop britànica i es queixaven per alguns passatges musicals. Malgrat això, Gambaccini creia que l'àlbum "mereixia algun reconeixement". Barbara Charone de NME va definir l'àlbum com "el millor de la banda fins ara". A The Guardian, Robin Denselow, va escriure que "bona part del material era indistintiu i tediós". El crític Robert Christgau va escriure a The Village Voice el juny de 1974 qualificant-lo com un treball "progressiu tocant de peus a terra", cosa que vol dir que es complau en una sàtira espantosa sobre la inutilitat vulgar dels joves de la classe treballadora. TS Eliot estaria orgullós? Ho dubto, però tinc la sensació que diuen amb exactitud el que pensen tots els seus col·legues del gènere, i hi ha una música força densa aquí." la seva nota va ser de C+.
Les revisions retrospectives han estat més favorables. AllMusic i BBC Music van comentar que l'àlbum va tornar a l'excentricitat capriciosa del Nursery Cryme mentre conserbava la intensitat del rock dur i el pesimisme del "Foxtrot", combinant el millor d'ambdós elements per fer el millor àlbum de Gènesi fins aquest moment.
En l'edició de Christgau's Record Guide: Rock Albums of the Seventies del 1981, el crític va admetre que les cançons "Firth of Fifth" y "The Battle of Epping Forest" tenien "una complexitat de to poc usual en qualsevol tipus d'art", tot i que va afegir que "sona tan presumit com de costum". I la seva puntuació va pujar a una B
L'any 2012, l'àlbum va ocupar el séptim lloc a la “Llista dels lectors: els seus àlbums preferits de rock progressiu de tots els temps” de Rolling Stone. També s'inclou a la llista d'IGN dels "10 àlbums clàssics de rock progressiu" del 2008, en la qual destaca "l'elegància subtil, les textures sublimes i l'esplendor líric" del disc. L'autor de rock Edward Macan té sentiments contradictoris cap a l'àlbum, alabava "Firth of Quif" i "The Cinema Show", però no li agradava tant la resta de cançons.
L'àlbum tambéha rebut comentaris positius per altres compositors i músics; el bateria Rush, Neil Peart, va declarar "Crec que Selling England by the Pound és una obra mestra perdurable de la bateria. El so encantador i els arranjaments, crec que realment van reflectir en aquest àlbum el millor del que hauria pogut fer aquesta banda com a conjunt". Fish, artista solista i ex cantant de Marillion, el va anomenar com " l'àlbum definitiu de Genesis ", va elogiar la seva qualitat "emotiva ", i va dir que el joc de paraules era "una de les coses que l'havia influït a l'hora de escriure lletres", " van fer un salt endavant i va ser l'àlbum que realment em va fer seguirdor de Genesis ". John Lennon va dir en un programa de ràdio de la WNEW a Nova York que li agradava molt l'àlbum i que el disc els havia fet molt de bé, paraules que segons Steve Hackett en aquells moments els les van servir de revulsiu. El guitarrista suec Yngwie Malmsteen també va citar l'àlbum com una influència important.
D'altra banda, per a Hackett és el seu disc favorit de Genesis, i es va mostrar content amb les seves extenses aportacions. El 2017, va explicar, "Era un àlbum important per a la banda, i al principi teniem problemes per trobar concerts als Estats Units. Si podíem entrar en qualsevol club fosc, fos a on fos, en aquell moment ja era una bona notícia per a nosaltres". Banks i Rutherford han tingut sentiments diversos, creuen que hi ha molts moments elevats, però també d'altres amb nivells mínims. El propietari de Charisma, Tony Stratton-Smith, es va decebre amb l'àlbum, perque contenia massa seccions instrumentals.

## Gira

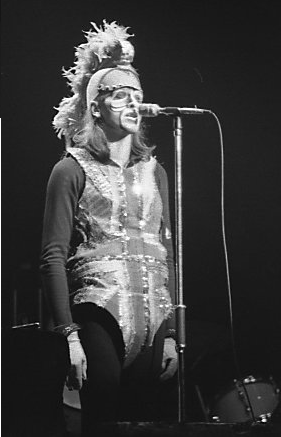
Peter Gabriel interpretant The Moonlight Knight durant la gira de Selling England by the Pound el 1974.

La gira de suport a l'àlbum va abastar Europa i Amèrica del Nord de setembre de 1973 a maig de 1974. Inicialment havien de construir un escenari nou i més elaborat que el que duien anteriorment, que incloïa objectes inflables amb imatges projectades sobre ells, però un canvi en les regulacions contra incendis després del desastre de Summerland a l'agost de 1973 van provocar que la idea fosabandonada. Gabriel va idear noves històries abans de les cançons i portava un vestit complet amb un casc i un escut que representava el personatge de Britannia per a "Dancing With the Moonlit Knight" i cantava "The Battle of Epping Forest" amb una mitja psada al cap.
La gira va començar amb les entrades esgotades al Regne Unit, tot i així van haver de cancel·lar la primera cita a Green's Playhouse, Glasgow per problemes amb la seguretat elèctrica minuts abans de l'inici. A l'octubre de 1973, Charisma va rodar un parell de dies deconcert de la gira per a un possible llançament al cinema, però el pla va ser rebutjat per la banda ja què considerava que la pel·lícula no estava a l'alçada de l'estàndard. En lloc d'això, la banda va interpretar un conjunt de cinc cançons davant d'un públic convidat als estudis de Shepperton que va ser filmat i emès com "Tony Stratton-Smith presenta Genesis in Concert". El grup va tornar als Estats Units el desembre de 1973 per representar sis espectacles en tres nits a The Roxy de Los Angeles, i una actuació de "Watcher of the Skies" i "The Musical Box" al programa de televisió vespertí The Midnight Especial. El gener de 1974 van actuar cinc nits al Teatre Reial, Drury Lane, en què Peter Gabriel s'elevava sobre l'escenari ajudat per uns cables durant "Supper's Ready".

## Llista de cançons
Totes les cançons escrites perTony Banks, Phil Collins, Peter Gabriel, Steve Hackett i Mike Rutherford.
| 1. | «Dancing with the Moonlit Knight»       | 8:04 |
| 2. | «I Know What I Like (In Your Wardrobe)» | 4:10 |
| 3. | «Firth of Fifth»                        | 9:40 |
| 4. | «More Fool Me»                          | 3:13 |

| 1. | «The Battle of Epping Forest»     | 11:43 |
| 2. | «After the Ordeal» (instrumental) | 4:15  |
| 3. | «The Cinema Show»                 | 10:41 |
| 4. | «Aisle of Plenty»                 | 1:58  |

## Músics
Segons els crèdits del disc.
Genesis
- Peter Gabriel – veus, flauta, oboe, percussió
- Tony Banks – teclats, guitarra de 12 cordes
- Steve Hackett – guitarra electrica, guitarra espanyola
- Michael Rutherford – 12-string guitar, baix, sitar elèctric
- Phil Collins – bateria, percussió, veu principal a "More Fool Me", veus de suport

Producció
- John Burns– productor, enginyer
- Genesis – producció
- Rhett Davies- enginyer de suport
- Betty Swanwick - disseny de la portada